# 松平舎人 (幕末の旗本)
松平 舎人（まつだいら とねり）は、江戸時代後期から末期の旗本。堅綱系大河内松平家9代。石高は1000石。舎人は通称で、諱は不明。

## 生涯
天保4年（1833年）に松平舎人信敏の子として江戸で生まれる。弘化元年（1844年）に兄の信璋が本家の三河吉田藩松平家へ養子に入ったため嫡子となる。
嘉永2年（1849年）9月に父が死去し、12月7日に家督を相続して小普請に入る。安政3年（1856年）2月20日、書院番となる。文久3年（1863年）12月15日に使番となり、布衣の着用を許される。元治元年（1864年）8月29日に当分目付介となり、第一次長州征討の供をする。慶応元年（1865年）2月2日に目付介を免じられ、慶応4年（1868年）3月1日に辞職する。